# Movimiento al Socialismo (Bolivien)
Movimiento al Socialismo (MAS; más bedeutet auf Spanisch „mehr“) ist eine linke Partei in Bolivien. Sie wird geführt von Evo Morales. Die MAS stellte mit Morales ab Ende 2005 bis zu seinem erzwungenen Rücktritt am 10. November 2019 und stellt seit der Präsidentschaftswahl in Bolivien 2020 mit Luis Arce den Präsidenten Boliviens.
Die MAS entstand 1997 aus dem Zusammenschluss der bäuerlichen Landrechtsbewegung ASP (Asamblea por la Soberanía de los Pueblos) mit unterschiedlichen volksnahen politischen Parteien und anderen gesellschaftlichen Organisationen, Gewerkschaften und Nachbarschaftsorganisationen. Ihr vollständiger Name ist „Movimiento al Socialismo – Instrumento Político por la Soberanía de los Pueblos“ (MAS-IPSP), „Bewegung zum Sozialismus – Politisches Instrument für die Souveränität der Völker“.

## Geschichte

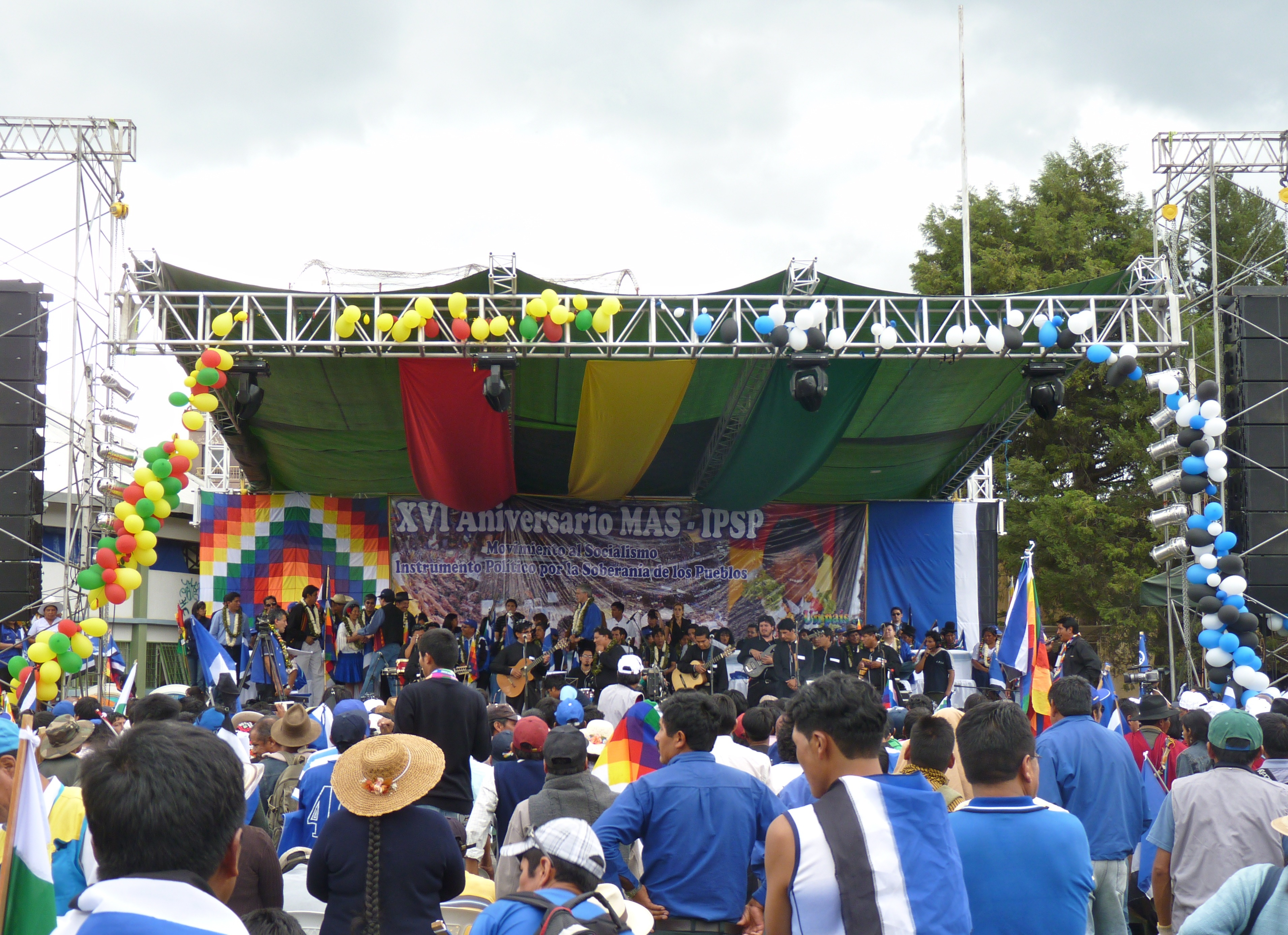
Veranstaltung zum 16. Jahrestag der MAS-IPSP in Sacaba (2011)

### Ursprünge
Die Ursprünge der MAS gehen auf die Gewerkschaftsbewegung der bolivianischen Coca-Bauern zurück. Die cocalero-Bewegung wollte ein eigenes „politisches Instrument“ schaffen, um nicht von bestehenden linken Parteien vereinnahmt zu werden. 1995 wurde auf einer Konferenz in Santa Cruz die Asamblea por la Soberanía de los Pueblos (ASP) ins Leben gerufen. Innerhalb der ASP kam es bald zu einem Richtungskampf zwischen ihrem Vorsitzenden Alejo Véliz und Evo Morales, dem damaligen Führer der wichtigsten cocalero-Gewerkschaft. Morales gründete daraufhin 1998 das Instrumento Político por la Soberanía de los Pueblos (IPSP) als politischen Arm der Bewegung. Die Basis der ASP folgte mehrheitlich seiner Initiative.
Offiziell gilt als Gründungsdatum der Januar 1999, als die Organisation als MAS in das bolivianische Wahlregister eingetragen wurde.

### Parlamentswahlen 2002
Starke, auch internationale, Beachtung fand die MAS anlässlich der bolivianischen Parlamentswahlen 2002. Sie erhielt 20,94 % der Stimmen und wurde zweitstärkste Fraktion im Parlament. Unter Führung von Evo Morales hätte sie rechnerisch durch eine Koalition den Präsidenten stellen können. Wegen zu großer inhaltlicher Differenzen kam aber keine Koalition zustande.
Durch die MAS vertretene Forderungen im Wahljahr 2002 waren eine Einstellung insbesondere der US-gestützten Drogenbekämpfung und die Erschließung legaler Märkte für das Produkt Kokablatt, das in der bolivianischen Kultur stark verwurzelt ist. Thema des Wahlkampfes war ebenso die große soziale Ungleichheit in Bolivien und der öffentliche Unmut über die Privatisierung der Staats- und Kommunalbetriebe im Zuge des Neoliberalismus der bolivianischen Regierungen. Die MAS forderte Bildung und Gesundheitsfürsorge auszubauen. Das Regierungsprogramm der MAS unterschied sich wesentlich von dem Parteiprogramm der parallel noch bestehenden ASP.

### Parlamentswahlen 2005
Nach einer äußerst unruhigen, auch blutigen Übergangszeit, in der bis auf die Abhaltung eines Referendums keine ersichtlichen Fortschritte gemacht werden konnten, zog die MAS 2005 wieder in den Wahlkampf. Hatte sich zwischenzeitlich das Parteienspektrum stark fragmentiert, so war zum Wahltermin hin eine starke politische Lagerbildung zu beobachten. Der Wahlkampf gipfelte schließlich in einem Duell zwischen einem antiamerikanischen Block, den Morales verkörperte, und dem neoliberalen Block, dem Jorge Quiroga Ramírez vom Bündnis Poder Democrático Social (PODEMOS) vorstand.
Das MAS-Programm von 2005 ruhte auf fünf Säulen:
- Die Nationalisierung der Erdgasindustrie gemäß den Ergebnissen des Referendums von 2004, die Nationalisierung sollte durch Neuverhandlung der bisherigen Förderkonzessionen und anderer Verträge erfolgen.
- Land, das aus rein spekulativen Gründen nicht genutzt wird, soll an den Staat fallen. Damit waren vorzugsweise Ländereien von Großagrariern im fruchtbaren Tiefland gemeint, die zuletzt immer häufiger von aus der Hochebene des Landes stammenden landlosen Familien besetzt wurden.
- Bildung einer konstituierenden Versammlung, die eine neue Verfassung ausarbeiten soll.
- Bekämpfung von Korruption und den staatlichen Strukturen, die die Korruption ermöglichen.
- Sparpolitik in allen Bereichen, zugunsten von Bildung und Gesundheit für die breiten Massen.

Die MAS ging mit 54 % als stärkste Kraft aus den Parlamentswahlen hervor. Sie stellte nun mit Evo Morales den Präsidenten von Bolivien, den ersten indigenen Präsidenten in der 180-jährigen Geschichte des Landes.
Die MAS ist keine sozialistisch oder gar sozialdemokratisch geprägte Partei europäischer Prägung, wie die zuvor mehrmals regierende MIR (Bewegung der revolutionären Linken), die mit Jaime Paz Zamora von 1989 bis 1993 den Präsidenten der Republik stellte. Die MAS repräsentiert hingegen einen indigenen, volkstümlichen und auch nationalistisch geprägten Sozialismus und ist ein Gegner sogenannter „westlicher“ Kultur, die hingegen PODEMOS (konservativ bis sozialdemokratisch) vertritt. Befürworter indigener Lebensweisen, klarer sozialer und geschlechtlicher Rollen, einer Trennung von privatem und öffentlichem Raum, traditioneller Medizin, Gemeinschaftsjustiz usw. haben bei der MAS ihre politische Heimat.

### Referendum 2009
Am 25. Januar 2009 wurde in Bolivien per Volksabstimmung eine neue Verfassung angenommen. Gleichzeitig wurde der Name von „República de Bolivia“ in „Estado Plurinacional de Bolivia“ („Plurinationaler Staat Bolivien“) geändert. In Bolivien darf der Präsident nur zwei Amtszeiten in Folge haben, durch die neue Verfassung und Staatsbezeichnung zählte Evo Morales’ Amtszeit von 2009 bis 2014 jedoch erneut als erste Amtszeit, sodass er im Jahr 2014 wiedergewählt werden konnte.

### Parlamentswahlen 2009
Bei den Parlamentswahlen 2009 erhielt die MAS mehr als 64 % der Stimmen.

### Parlamentswahlen 2014
Bei den Parlamentswahlen im Oktober 2014 erhielt die MAS 61,4 % der Stimmen und konnte damit erneut die absolute Mehrheit erringen. Morales wurde zum dritten Mal zum Präsidenten gewählt.

### Präsidentschaftswahl 2019
Vor der Präsidentschaftswahl am 20. Oktober 2019 beschloss die parlamentarische Mehrheit der MAS, dass eine Volksabstimmung zu einer Verfassungsänderung durchgeführt werden sollte, das die Beschränkung des Staatspräsidenten auf zwei Amtszeiten aufheben sollte. Nachdem das Volk mehrheitlich gegen diese Änderung gestimmt hatte, erreichte die MAS, dass das Verfassungsgericht den entsprechenden Artikel für ungültig erklärte. Bei der Präsidentschaftswahl lag die MAS mit Evo Morales als Kandidat mit 47,08 % vorne. Wegen Unregelmäßigkeiten bei der Auszählung kam es jedoch zu Unruhen und Morales ging am 12. November 2019 ins Exil.

### Präsidentschaftswahl 2020
Bei der Präsidentschaftswahl Ende 2020 ging Luis Arce für die MAS ins Rennen und erzielte die absolute Mehrheit der Stimmen. Luis Arce und David Choquehuanca erhielt zwar knapp über 55 % der Stimmen und konnten so eine umstrittene zweite Runde vermeiden. Die MAS entfernte sich so jedoch weiter von der angestrebten komfortablen 2/3-Mehrheit, die der Partei in früheren Regierungen die volle Führung ermöglicht hatte.

### Interne Konflikte und  Wahl 2025
Um das Jahr 2022 begannen schwere innerparteiliche Konflikte. Evo Morales opponierte offen gegen die Politik seines Nachfolgers Luis Arce. Die MAS-Fraktion im Parlament zerbrach in evistas und arcistas. In der Folge trat (je nach Lesart) Arce aus der Partei aus oder wurde ausgeschlossen. Im Dezember 2023 urteilte das Verfassungsgericht, dass Morales nicht noch einmal als Präsident kandidieren könne. Es kam es zu schweren Ausschreitungen zwischen Sicherheitskräften und Anhängern Morales’, die Straßen blockierten und Soldaten als Geiseln nahmen.
Luis Arce, dessen Umfragewerte desaströs waren, erklärte, dass er bei den Präsidentschaftswahlen 2025 nicht mehr antreten werde. Stattdessen erklärte Senatspräsident Andrónico Rodríguez, der als Morales’ natürlicher Nachfolger galt, seine Kandidatur. Morales bezeichnete ihn als „Verräter“. Rodrígez habe ihm angeboten, sein Kandidat für das Amt des Vizepräsidenten zu werden, was eine „Beleidigung“ sei. Morales rief dazu auf, bei der Wahl ungültige Stimmen abzugeben, um dem Wahlsieger die Legitimation zu nehmen. Rodríguez trat für das Wahlbündnis Alianza Popular an und schied mit 8,2 % der Stimmen im ersten Wahlgang aus. Der Kandidat der MAS, Eduardo Del Castillo, erhielt nur 3,2 % der Stimmen.

## Politische Leitlinien
Die MAS ging aus einer sozialen Bewegung hervor. Bis heute möchte sie bewusst eine Alternative zu den teilweise stark institutionalisierten Parteien der Andenländer bilden. Die politische Agenda der MAS geht auf drei wichtige Wurzeln zurück: die Befreiungsbewegung der indigenen Andenbevölkerung, der emanzipatorische Nationalismus des Simón Bolívar und der lateinamerikanische Sozialismus Che Guevaras.
Die MAS ist Teil des Socialismo del siglo XXI, der Bewegung des Sozialismus des 21. Jahrhunderts. Die auf die Analyse des deutsch-mexikanischen Soziologen Heinz Dieterich zurückgehende Idee wurde von einer Reihe linker und linkspopulistischer lateinamerikanischer Politiker aufgegriffen. In Abgrenzung zum Staatssozialismus des 20. Jahrhunderts hat das Konzept den Anspruch, Dezentralisierung und Partizipation voranzutreiben.
Die MAS konzentrierte sich nach ihrer ersten Regierungsübernahme 2005 auf die Rechte der indigenen Bevölkerungsteile, mehr wirtschaftliche Gerechtigkeit in Bolivien und Formen der Volksdemokratie (democracia popular). Nancy Postero (UCSD) sah 2010 diese unterschiedlichen und teilweise widersprüchlichen politischen Kämpfe durch die MAS-Kernagenda zusammengeführt. Sie bezeichnete die Agenda als einen „indigenen Nationalismus“.

## Gesellschaftliche Integration
Die MAS findet vor allem in den sozial schlechter gestellten und ärmeren Bevölkerungsschichten Zustimmung. Historisch aus der Bauernbewegung entstanden, findet sie ihre Wähler bei Bauern, Arbeitern und im tertiären Sektor Beschäftigten. Bei Wahlen wird die soziale Teilung Boliviens deutlich, die sich auch geographisch projizieren lässt. So ist die Zustimmung zur MAS traditionell in den ländlichen Gebieten und im ärmeren Hochland größer als in dem wirtschaftlich aktiveren südlichen Tiefland, das stärker industrialisiert ist.
Nachdem sich die MAS als Partei konsolidiert hatte, werfen ihr Teile der ehemaligen Wählerschaft Machtmissbrauch und Vetternwirtschaft vor.
El País konstatierte 2022, dass es nach 14 Jahren der MAS an der Regierung zu einer Machtkonzentration bei Evo Morales kam, die sich sowohl bei politischen Entscheidungen als auch im internen Parteileben widerspiegelte. Morales und seine Parteielite hätten in dieser Zeit erheblichen Einfluss ausgeübt, es sei aber tatsächlich zu keinen Meinungsverschiedenheiten mit ihrer Fraktion bei wichtigen Themen gekommen. „Zusammenfassend lässt sich vom Ideologischen über das Programmatische bis hin zum Organischen ein allgemeiner Konsens in der Regierungspartei feststellen.“ schrieben Natalia Peres und Ana Velasco Unzuet in El País 2022.